# Maretto
Maretto là một đô thị ở tỉnh Asti vùng Piedmont thuộc Ý, nằm ở vị trí cách khoảng 30 km về phía đông nam của Torino và khoảng 14 km về phía tây bắc của Asti. Tại thời điểm ngày 31 tháng 12 năm 2004, đô thị này có dân số 370 người và diện tích là 4,9 km².
Maretto giáp các đô thị: Cortandone, Cortazzone, Monale, Roatto và Villafranca d'Asti.